# Cao Việt Bách
Cao Việt Bách (10 tháng 10 năm 1940) là một nhạc sĩ sáng tác và nhạc trưởng Việt Nam. Ông được biết tới với hai ca khúc Tiếng hát từ thành phố mang tên Người và Cung đàn mùa xuân.

## Tiểu sử và sự nghiệp
Ông sinh tại thôn Nhân Dục, xã Hiến Nam, thị xã Hưng Yên (nay là phường Hiến Nam, thành phố Hưng Yên), tỉnh Hưng Yên, trong một gia đình cách mạng. Cha ông là Tỉnh uỷ viên Đảng Cộng sản Việt Nam, hoạt động từ những năm 1930, đã bị thực dân Pháp xử tử hình. Năm 1952, ông được chuyển lên chiến khu Việt Bắc. Khi 13 tuổi, ông được đưa sang học ở Lư Sơn, rồi đến Quế Lâm (Trung Quốc). Năm 1954, ông học trường Thiếu nhi Việt Nam ở Moskva. Ngoài học văn hoá, ông tỏ ra có năng khiếu về âm nhạc. Sau khi học hết phổ thông, năm 1959 ông vào học Khoa chỉ huy hợp xướng ở Nhạc viện Gnesin của Moskva. Ngoài ra ông còn học thêm cả lý luận và sáng tác.
Năm 1962, sau khi tốt nghiệp loại ưu và trở về nước, ông tham gia chỉ huy dàn nhạc tại Đoàn Ca múa Nhân dân Trung ương (nay là Nhà hát Ca múa nhạc Việt Nam). Năm 1969, ông chuyển sang chỉ huy dàn nhạc của Đài Tiếng nói Việt Nam cho đến khi về hưu.
Với cương vị nhạc sĩ chỉ huy, ông có một cá tính chỉ huy rất riêng và rõ nét. Ông đã điều khiển nhiều dàn nhạc lớn trên sân khấu cũng như trên sóng phát thanh và trên màn ảnh nhỏ. Đáng kể nhất là nhạc kịch Phiđêliê do Nhà hát Nhạc vũ kịch Việt Nam dàn dựng. Ông đã nhiều lần chỉ huy dàn nhạc đi biểu diễn tại nhiều nước như Liên Xô, Cuba, Indonesia, Campuchia... Ông còn chỉ huy nhiều dàn nhạc kèn. Trong liên hoan ca nhạc Nửa thế kỷ bài hát Việt Nam do Bộ Văn hoá Thông tin, Hội Nhạc sĩ Việt Nam tổ chức vào năm 1994 tại Nhà hát lớn Hà Nội, ông là người chỉ huy dàn dựng hơn 1/3 trong chương trình gồm 80 ca khúc tiêu biểu. Đóng góp lớn nhất của ông là việc chỉ huy dàn nhạc của Đài và giới thiệu, dàn dựng các chương trình trên sóng Đài Tiếng nói Việt Nam. Ông được trao tặng danh hiệu Nghệ sĩ ưu tú năm 1984 và Nghệ sĩ nhân dân năm 2001.
Ngoài công việc chỉ huy, ông còn là một nhạc sĩ sáng tác nhiều ở cả hai lĩnh vực: khí nhạc và thanh nhạc. Ở khí nhạc, ngoài tác phẩm viết cho piano và dàn nhạc Bức tranh người Việt cổ, ông chủ yếu viết nhạc cho múa, sân khấu và điện ảnh. Trong lĩnh vực điện ảnh, ngoài một số phim truyện, chủ yếu ông viết cho phim hoạt hình, với hơn 80 bộ phim như: Cây tre trăm đốt, Mèo và chuột, Cún con đi học, Sư tử và bầy chuột con, Ống bơ ven đường... Lĩnh vực thanh nhạc, ông có nhiều ca khúc như: Gửi Huế thành phố thép anh hùng, Mang hình Bác chúng ta lên đường, Vầng trán Bác Hồ, Cung đàn mùa xuân (thơ Lưu Trọng Lư), đặc biệt là ca khúc: Tiếng hát từ thành phố mang tên Người (thơ Đăng Trung). Ông còn viết một số ca khúc binh vận, kêu gọi người lính Việt Nam Cộng hoà như Thức tỉnh, Khi người chiến hữu, Hỏi người lính Cộng hoà... đã được dịch sang tiếng Anh, cùng một số ca khúc ca khúc thiếu nhi như Gặp bạn, Bé đi sơ tán, Bàn tay em, Hoa điểm 10, Em yêu mùa thu... Ông còn viết hợp xướng: Mảnh đất quê hương, Rộn ràng tiếng trống Đông Xuân, Mặt em là quê hương (Hợp xướng không nhạc đệm).

## Tác phẩm

### Ca khúc
- Ba lô con cóc
- Bàn tay em
- Bé đi sơ tán
- Bình minh trên quê anh
- Cung đàn mùa xuân (Tiếng đàn mùa xuân)
- Đất quê em
- Em yêu mùa thu
- Em yêu anh chiến sĩ biên cương
- Gặp bạn
- Hành khúc công nhân Việt Nam
- Hoa điểm 10
- Hỏi người lính Cộng hoà
- Hồi nhớ mảnh đất quê hương
- Khi người chiến hữu
- Lá phiếu hậu phương
- Leo núi
- Lòng mẹ
- Mang hình Bác chúng ta lên đường
- Ngày mai chiến thắng Nam Lào
- Thức tỉnh
- Tiếng hát nhà sàn
- Tiếng hát thợ xây
- Tiếng hát từ thành phố mang tên Người
- Tình ca đất nước
- Trái tim Trung Quốc
- Tuổi xuân theo Đảng
- Vầng trán Bác Hồ
- Cung đàn đất nước

### Khí nhạc và hợp xướng
- Tác phẩm: Bức tranh người Việt cổ
- Nhạc cho múa: Kỉ niệm Trường Sơn, Tiếng kêu từ nước Mĩ, Cánh chim xây tổ, Nhịp điệu rừng xanh, Tiếng đàn then, Tình yêu và biển cả..., thơ múa: Lòng mẹ, Lửa nguồn, Hẹn với Tây Nguyên, kịch múa Hồ Gươm, Mị Châu - Trọng Thủy.
- Nhạc cho kịch: Con tôi cả, Hòn đảo Thần Vệ Nữ, Bà mẹ và thanh gươm, Nỗi đau hạnh phúc, Người Hàm Rồng, Điểm hẹn tình yêu.
- Nhạc cho phim truyện: Thần hoàng làng, Gặp may mắn
- Nhạc cho phim hoạt hình: Cây tre trăm đốt, Mèo và chuột, Cún con đi học, Sư tử và bầy chuột con, Ống bơ ven đường...
- Hợp xướng: Mảnh đất quê hương, Rộn ràng tiếng trống Đông Xuân, Mặt em là quê hương (a capella).

## Giải thưởng
- Giải thưởng Nhà nước về văn học - nghệ thuật năm 2017 cho các tác phẩm: "Mang hình Bác, chúng ta lên đường", "Tiếng hát từ thành phố mang tên Người", "Cung đàn mùa xuân", "Tiếng hát từ Quảng trường Ba Đình".